# تپه حسنک ۱
تپه حسنک ۱ مربوط به دوران پیش از تاریخ ایران باستان است و در شهرستان بهبهان، روستای منصوریه واقع شده و این اثر در تاریخ ۲۰ آذر ۱۳۷۹ با شمارهٔ ثبت ۲۹۱۰ به‌عنوان یکی از آثار ملی ایران به ثبت رسیده است.